# McKinleyville
McKinleyville ist ein zu statistischen Zwecken definiertes Siedlungsgebiet (CDP) im Humboldt County im US-Bundesstaat Kalifornien, Vereinigte Staaten. Das U.S. Census Bureau hat bei der Volkszählung 2020 eine Einwohnerzahl von 16.262 ermittelt. Die geographischen Koordinaten sind: 40,95° Nord, 124,12° West.
Die südliche Grenze des Ortes bildet der Mad River. 
Im nördlichen Teil des Orts liegt der Flughafen Arcata-Eureka.
Das Postamt wurde zuerst 1903 eröffnet. Davor bestanden auf dem Gebiet mehrere kleinere Siedlungen, die zusammengefasst und nach dem 1901 ermordeten US-Präsidenten William McKinley benannt wurden. 